# Brzana albańska
Brzana albańska (Barbus albanicus) – gatunek słodkowodnej ryby karpiokształtnej z rodziny karpiowatych (Cyprinidae), czasami klasyfikowany jako podgatunek bułata (Luciobarbus capito).

## Występowanie
Występuje w zachodniej Grecji. Jego obecne występowanie w Albanii jest kwestionowane. Żyje stadnie przy dnie.

## Cechy morfologiczne
Osiąga długość 30–40 (maksymalnie 45) cm, a według FishBase do 60 cm przy masie sięgającej 3 kg. Ciało smukłe, o prostej linii brzucha i wypukłym grzbiecie widocznym zwłaszcza u starszych osobników. Pysk krótki, zaokrąglony. Otwór gębowy dolny, wargi mięsiste zaopatrzony w 4 krótkie wąsiki, z których pierwsza para nie sięga oka. Łuski średnie 49–52 wzdłuż linii bocznej. Płetwa grzbietowa ma 12 promieni, z których pierwszy jest nieco dłuższy, na dole zgrubiały i lekko z tyłu piłkowany. W płetwie odbytowej 8 promieni. Zęby gardłowe trójrzędowe.
Grzbiet brązowoszary do ciemnobrązowego. Boki jaśniejsze, żółtawo połyskujące. Brzuch biały. na bokach nieregularnie rozrzucone małe ciemnobrązowe plamy. Płetwy ciemnoszare. Piersiowe i odbytowa lekko żółtawe do czerwonawych.

## Odżywianie
Małe bezkręgowce, głównie larwy owadów i mięczaki. Młode osobniki zjadają również rośliny.

## Rozród
Tarło w V i VI. W tym okresie pojawia się u samców na czole ułożona rzędami, perełkowata wysypka tarłowa.